# Rhyacodrilus falciformis
Rhyacodrilus falciformis är en ringmaskart som beskrevs av Bretscher 1901. Rhyacodrilus falciformis ingår i släktet Rhyacodrilus och familjen glattmaskar. Arten är reproducerande i Sverige. Inga underarter finns listade i Catalogue of Life.